# Бітца (платформа)
Бі́тца (рос. Битца) — зупинний пункт/пасажирська платформа Курського напрямку Московської залізниці, у складі лінії МЦД-2. Розташовано в однойменному селищі Ленінського району Московської області. Відкрито в 1908 році.
Складається з двох берегових платформ, сполучених між собою настилом. На платформі в сторону Москви-Курської розташований павільйон, де знаходиться квиткова каса.
На північ і захід від платформи проходить межа Москви. Ця невелика дільниця Курського напрямку в області разом з цією платформою знаходиться між дільницями, що проходять по Москві, обмежена Московською кільцевою автодорогою і Варшавським шосе.
Вихід в місто на МКАД, Дорожню вулицю і до зупинок автобуса 37, а також до селища Бітца.